# William Williams (delegat Kongresu Kontynentalnego)
William Williams (ur. 1731 w  Lebanon (Connecticut), zm. 2 sierpnia 1811 tamże) –  amerykański delegat Kongresu Kontynentalnego ze stanu Connecticut, sygnatariusz Deklaracji Niepodległości Stanów Zjednoczonych. 

## Życiorys
William Williams, urodził się w Lebanon, w stanie Connecticut; ukończył studia przygotowawcze; rok studiował teologię,  ukończył studia na Uniwersytecie Harvarda w 1751 r.; zajmował się kupiectwem; urzędnik miejski Lebanon w latach 1753 - 1796, członek ekspedycji wojskowej do Lake George w 1755 r.; członek Kongresu Kontynentalnego w latach 1776-1777; sędzia sądu okręgowego w Windham w latach 1776-1804; radny przez 24. lata; zmarł w Lebanon, w stanie Connecticut.